# Qeqertarsuatsiaat Kangerluat
Qeqertarsuatsiaat Kangerluat (dansk: Fiskenæsfjorden) er en grønlandsk fjord, der ligger ved bygden Qeqertarsuatsiaat ca. 130 km syd for Nuuk.
Det danske navn Fiskenæsfjorden stammer fra gammel tid, hvor beboerne i bygden Fiskenæsset (Qeqertarsuatsiaat) levede af de store lakseforekomster. Det grønlandske navn består af en sammen sætning af bygdens navn og "Kangerluat", der betyder "fjorden".